# 13009 Voloshchuk
13009 Voloshchuk eller 1985 PB2 är en asteroid i huvudbältet som upptäcktes den 13 augusti 1985 av den rysk-sovjetiske astronomen Nikolaj Tjernych vid Krims astrofysiska observatorium på Krim. Den har fått sitt namn efter Yuri Voloshchuk.
Asteroiden har en diameter på ungefär 6 kilometer och den tillhör asteroidgruppen Eunomia.